# カミーユ・フレール
カミーユ・フレール（Camille Flers、1802年2月15日 - 1868年6月26日）は、フランスの画家である。風景画を描き、「バルビゾン派」画家の初期の一人とされることもある。

## 略歴
パリ20区のアマンディエ通り(rue des Amandiers)で生まれた。父親は磁器工場の会計係から工場長になった人物である。イタリア生まれの風景画家ジョゼフ・フランソワ・パリス(Joseph François Paris、本名: Giuseppe Francesco Parisi Troncossi）から絵を学び、肖像画家のモーリス・カンタン・ド・ラ・トゥールの後継者たちの画塾で、パステル画の技術を学んだ。
1821年に、客船のコックとして雇われ、ブラジルに渡り、1823年にスペインを経由して帰国するまで、リオデジャネイロで、コックや画家、Imperial Theatreのダンサーとして働いた。1826年にパリで老舗の磁器会社(Faïencerie de Niderviller)の一族の娘と結婚した。
1831年からパリのサロンに作品の出展を始め、1863年まで風景画やパステル画を出展した。初期の「外光派」のひとりであり、フランスにおける風景画の革新を行った一人ともされる。フォンテーヌブローの森の風景も描き、バルビゾン派の主なメンバーよりも年長であるが、バルビゾン派の画家の一人とされることもある。
1849年にレジオンドヌール勲章（シュバリエ）を受勲した。
セーヌ＝エ＝マルヌ県のアネ＝シュル＝マルヌ(Annet-sur-Marne)で没した。

## 作品

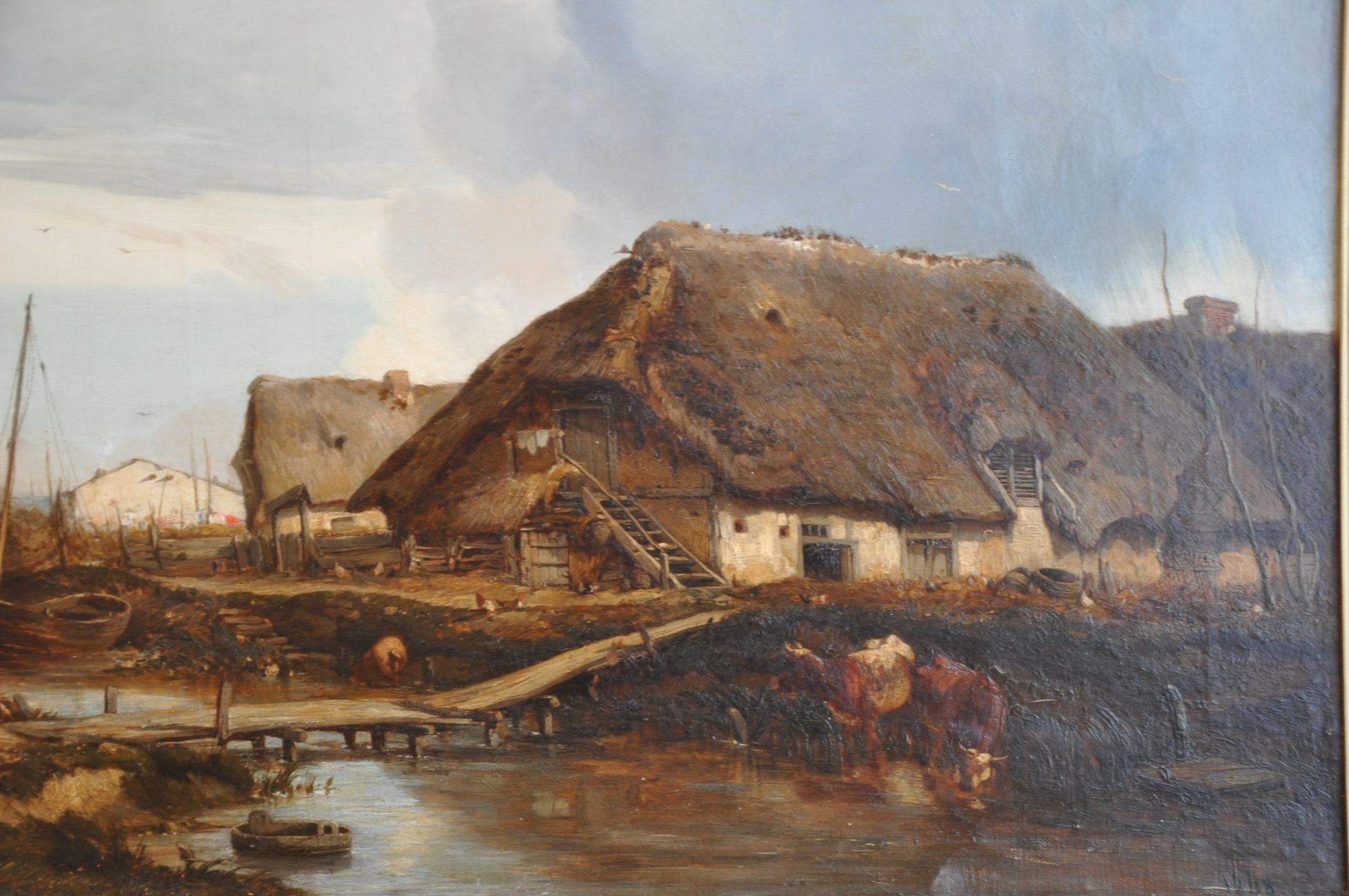
漁師小屋 (1848)
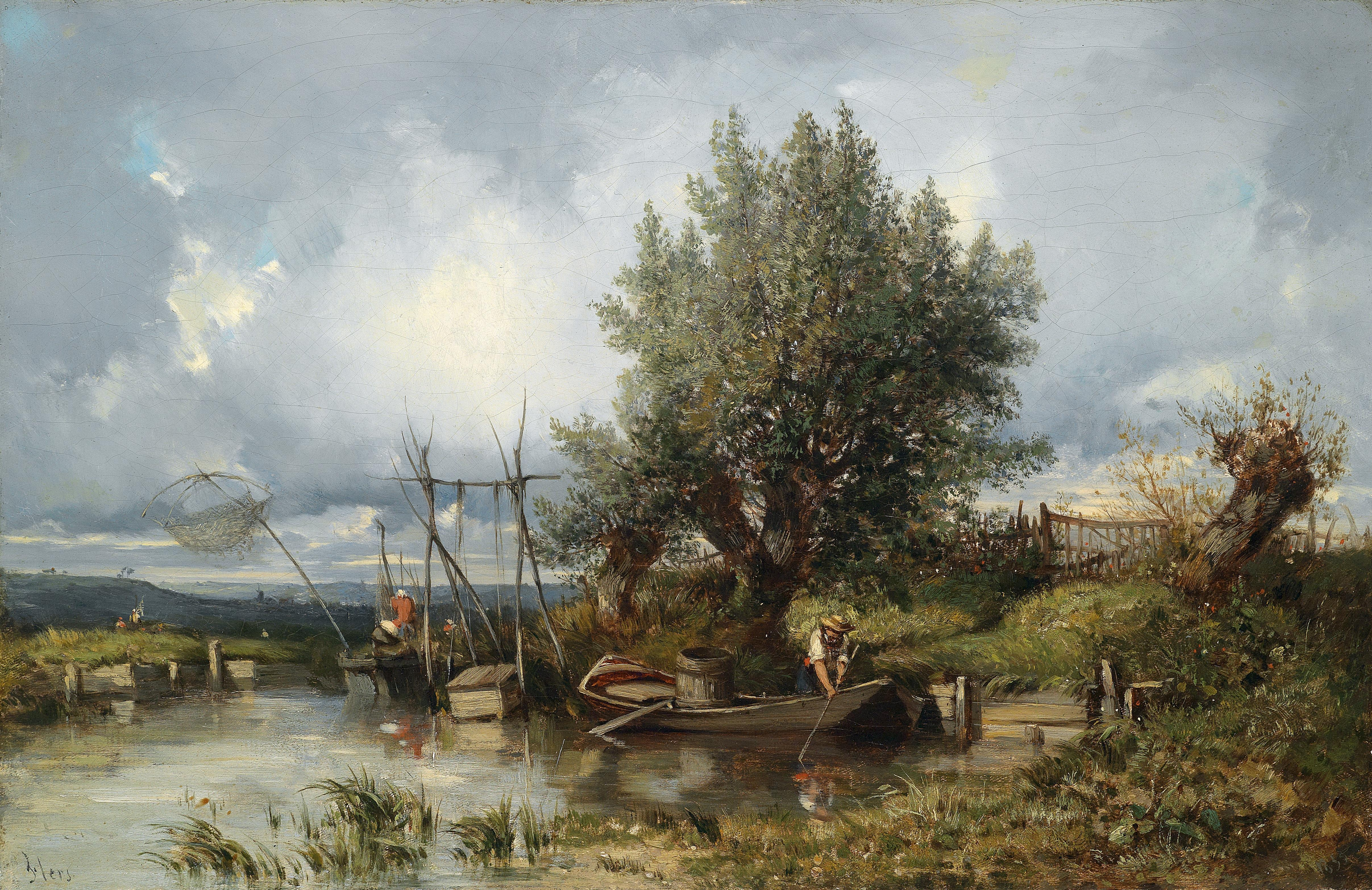
釣り人のいる川の風景
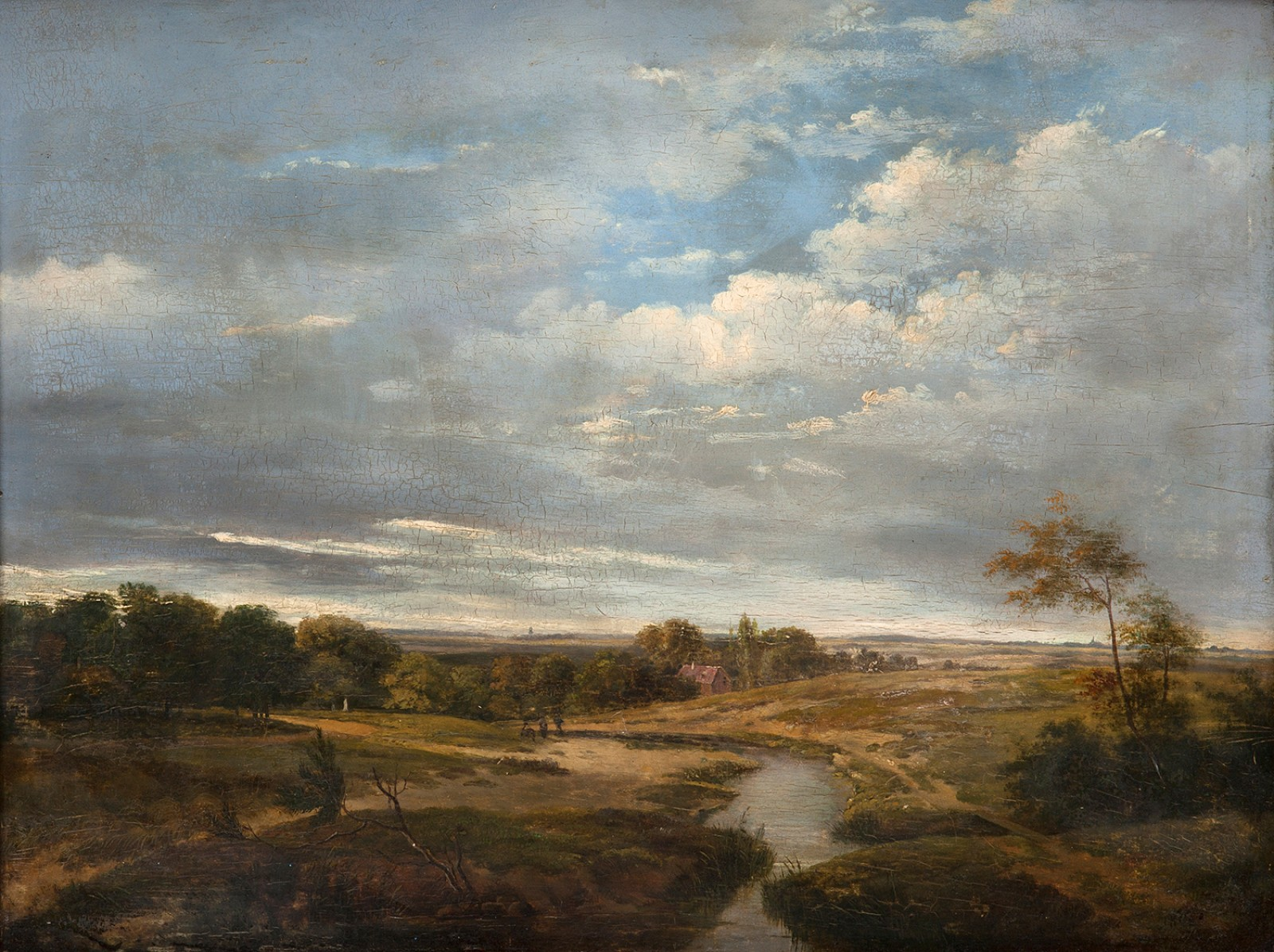
風景(1842)
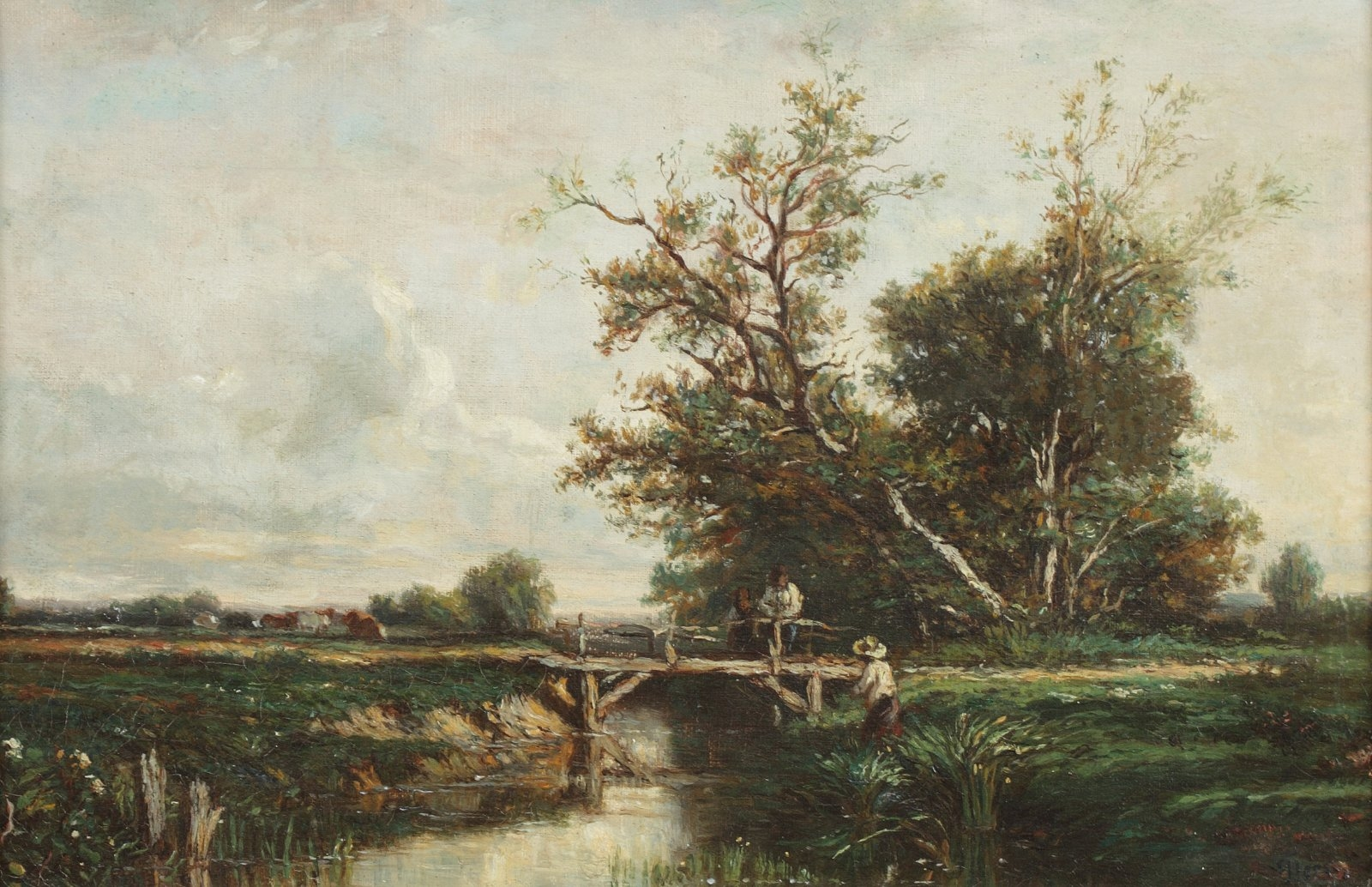
小さな木の橋